# Frankenstein (Pfalz)
Frankenstein település Németországban, Rajna-vidék-Pfalz tartományban. Lakosainak száma 909 fő (2023. december 31.).

## Népesség
A település népességének változása:
| Lakosok száma | 1342 | 959  | 950  | 916  | 903  | 909  |
|               | 1975 | 2017 | 2019 | 2021 | 2022 | 2023 |